# 関東財務局
関東財務局（かんとうざいむきょく）は、埼玉県さいたま市中央区新都心（さいたま新都心）に所在する財務省の地方支分部局である財務局。関東甲信越1都9県を管轄する。

## 組織
- 統括法務監査官
- 首席財務局監察官
- 金融商品取引所監理官
- 金融安定監理官

### 証券取引等監視官
金融商品取引業者等の監視・検査等。
- 証券取引等副監視官
- 証券検査指導官
- 統括証券検査官
- 統括証券調査官
- 統括証券取引審査官
- 統括証券取引特別調査官

### 総務部
- 総務課
局内総合調整、情報公開・個人情報保護。
- 人事課
人事、服務、採用、給与。
- 会計課
競争参加資格審査、物品調達、営繕、支出。
- 厚生課
職員の福利厚生、共済組合関係業務。
- 業務管理課
情報システム管理・運用。
- 経済調査課
地方経済情勢の調査・分析、法人企業景気予測調査、法人企業統計調査。
- 財務広報相談室
広報、行政相談及び苦情受付窓口、多重債務相談窓口。
- 合同庁舎管理官
合同庁舎維持・管理。
- 研修課
研修の企画及び実施。

### 理財部
- 主計第1課
災害査定立会、繰越承認、理財部総合調整。
- 主計第2課
災害査定立会、繰越承認、予算執行調査。
- 主計第3課
共済組合監査。
- 理財第1課
公認会計士試験の実施、監査法人関係業務、外国為替検査。
- 理財第2課
有価証券報告書等公衆縦覧（EDINET利用者へのサポート）。
- 統括証券監査官
有価証券報告書等受理。
- 理財第3課
たばこ、塩、交付国債関係業務。
- 検査総括課
金融機関等の検査関係業務。
- 審査業務課
金融機関等の検査関係業務。
- 検査指導官
金融機関等の検査関係業務。
- 特別・統括金融証券検査官
金融機関等の検査関係業務。
- 金融監督第1課
地域銀行、信託会社等の監督。
- 金融監督第2課
信用金庫、労働金庫等の監督。
- 金融監督第3課
信用組合等の監督。
- 金融監督第4課
生命保険募集人、損害保険代理店、少額短期保険業者等の監督。
- 金融監督第5課
貸金業者、特定金融会社等、特定目的会社等の監督。
- 金融監督第6課
前払式支払手段発行者、資金移動業者、暗号資産交換業者等の監督。
- 第1金融調整官
地域密着型金融の機能強化のための業務。
- 第2金融調整官
金融監督業務の調整及び銀行代理業者、電子決済等代行業者、金融サービス仲介業者の監督。
- 証券監督第1課
第一種金融商品取引業者（証券会社、第一種少額電子募集取扱業者）、登録金融機関（金融商品取引業を行う銀行等）、金融商品仲介業者の監督、高速取引行為者の監督、デリバティブ取引業者（FX、商品、暗号資産）の監督。
- 証券監督第2課
金融商品取引業者（投資助言・代理業）の監督、金融商品取引業者（投資運用業）、投資法人の監督。
- 証券監督第3課
第二種金融商品取引業者（信託受益権販売業者、ファンド業者、第二種少額電子募集取扱業者）の監督。
- 融資課
地方公共団体に対する財政融資資金の融資及び管理。

### 管財第1部
- 管財総括第1課
国有財産地方審議会関係業務、管財部門総合調整。
- 管財総括第2課
国有財産関係業務の調整（行政財産（庁舎））。
- 管財総括第3課
国有財産関係業務の調整（普通財産）。
- 管財総括第4課
国有財産関係業務の調整（行政財産（宿舎））。
- 第1国有財産調整官
国家公務員宿舎引継関係等の調整。
- 第2国有財産調整官
国家公務員宿舎の設計基準等の作成。
- 第1統括国有財産管理官
国家公務員宿舎建設工事等の発注。
- 第2統括国有財産管理官
国家公務員宿舎の建設及び維持整備工事（積算）。
- 第3統括国有財産管理官
国家公務員宿舎の建設及び維持整備工事（指導・監督）。
- 第4統括国有財産管理官
国家公務員宿舎の入退去・修繕等（埼玉県内）。
- 特別国有財産監査官・統括国有財産監査官
国有財産の監査。

### 管財第2部
- 審理第1課
国有財産の管理処分に関する審理、管財第2部総合調。
- 審理第2課
国有財産の管理処分に関する審理。
- 訟務課
国有財産に係る訴訟及び非訟事件の処理。
- 第3国有財産調整官
提供・返還財産の管理処分に関する審理。
- 第4国有財産調整官
普通財産の管理処分に係る債権管理・徴収。
- 第5統括国有財産管理官
行政財産に関する引受等の処理、普通財産の管理処分（埼玉県内）。
- 第6統括国有財産管理官
普通財産の管理処分（物納等有価証券、信託）、特別会計財産の調整等。
- 第7統括国有財産管理官
普通財産の入札（入札実施、すぐに購入できる物件）。
- 第8統括国有財産管理官
普通財産の管理処分に係る工事等に関する業務。
- 首席国有財産鑑定官
国有財産の鑑定評価。

### 管内財務事務所・出張所
- 関東財務局本局
  - 水戸財務事務所
    - 筑波出張所

  - 宇都宮財務事務所
  - 前橋財務事務所
  - 千葉財務事務所
  - 東京財務事務所
    - 立川出張所

  - 横浜財務事務所[注釈 1]
    - 横須賀出張所

  - 新潟財務事務所
  - 甲府財務事務所
  - 長野財務事務所

### 過去にあった事務所・出張所
- 浦和財務事務所（2000年本局のさいたま新都心移転に伴い廃止。）
- 新宿出張所（1981年に廃止）
- 王子出張所（1981年に廃止）
- 目黒出張所（1981年に廃止）

## 歴代局長
現職
| 氏名     | 出身省庁 | 前職                                       | 備考 | 就任年月日    |
| -------- | -------- | ------------------------------------------ | ---- | ------------- |
| 古谷雅彦 | 大蔵省   | 大臣官房サイバーセキュリティ・情報化審議官 |      | 2020年7月20日 |

歴代
| 氏名       | 出身省庁 | 前職                                               | 後職                                                                                              | 備考 | 就任年月日    |
| ---------- | -------- | -------------------------------------------------- | ------------------------------------------------------------------------------------------------- | --- | ------------- |
| 宗田勝博   | 大蔵省   | 富山県副知事                                       | 退官                                                                                              | | 1993年7月1日  |
| 鈴木三也   | 大蔵省   | 理財局次長（国有担当）                             | 退官                                                                                              | | 1994年7月1日  |
| 鈴木康司   | 大蔵省   | 大臣官房審議官（理財局担当）                       | 退官                                                                                              | | 1995年6月20日 |
| 小林滋     | 大蔵省   | 大臣官房参事官                                     | 退官                                                                                              | | 1996年1月5日  |
| 邊見敬三郎 | 大蔵省   | 日本たばこ産業財務グループ副グループリーダー       | 退官                                                                                              | | 1996年7月12日 |
| 河手悦夫   | 大蔵省   | 国土庁長官官房審議官（計画・調整局担当）           | 退官                                                                                              | | 1997年7月15日 |
| 吉永国光   | 大蔵省   | 岩手県副知事                                       | 退官                                                                                              | | 1998年7月7日  |
| 武田宗高   | 大蔵省   | 総理府経済戦略会議事務局長                         | 内閣府大臣官房審議官（沖縄担当）                                                                  | | 1999年7月8日  |
| 二宮茂明   | 大蔵省   | 大臣官房参事官（大臣官房担当） 内閣官房内閣審議官  | 退官                                                                                              | 財務総合政策研究所関東研修支所長                                                                                | 2001年1月6日  |
| 木村嘉秀   | 大蔵省   | 関東財務局総務部長                                 | 関東財務局総務部長                                                                                | （心得） 関東財務局総務部長                                                                                     | 2002年7月2日  |
| 竹内洋     | 大蔵省   | 理財局次長                                         | 大臣官房付 内閣官房郵政民営化準備室審議官                                                         | 財務総合政策研究所関東研修支所長                                                                                | 2002年7月8日  |
| 内村広志   | 大蔵省   | 理財局次長                                         | 国土交通省政策統括官                                                                              | 財務総合政策研究所関東研修支所長                                                                                | 2004年7月2日  |
| 小手川大助 | 大蔵省   | 大臣官房審議官（大臣官房、国際局担当）             | 理財局次長                                                                                        | 財務総合政策研究所関東研修支所長                                                                                | 2005年7月13日 |
| 松川忠晴   | 大蔵省   | 国税庁調査査察部長                                 | 退官                                                                                              | 財務総合政策研究所関東研修支所長                                                                                | 2006年7月28日 |
| 谷口博文   | 大蔵省   | 金融庁総務企画局審議官（検査局担当）               | 国土交通省政策統括官                                                                              | 財務総合政策研究所関東研修支所長                                                                                | 2007年6月30日 |
| 村上和也   | 大蔵省   | 大臣官房付 派遣職員（欧州復興開発銀行）            | 退官                                                                                              | 財務総合政策研究所関東研修支所長                                                                                | 2008年7月25日 |
| 厚木進     | 大蔵省   | 金融庁証券取引等監視委員会事務局次長               | 経済産業省貿易経済協力局長                                                                        | 財務総合政策研究所関東研修支所長                                                                                | 2009年7月14日 |
| 森川卓也   | 大蔵省   | 近畿財務局長 財務総合政策研究所近畿研修支所長      | 大臣官房付                                                                                        | 財務総合政策研究所関東研修支所長                                                                                | 2010年7月30日 |
| 居戸利明   | 大蔵省   | 金融庁総務企画局審議官（企画担当）                 | 大臣官房付                                                                                        | 財務総合政策研究所関東研修支所長                                                                                | 2011年8月22日 |
| 菅野良三   | 大蔵省   | 大阪国税局長                                       | 退官                                                                                              | 財務総合政策研究所関東研修支所長                                                                                | 2012年7月22日 |
| 坂本正喜   | 大蔵省   | 預金保険機構総務部長                               | 退官                                                                                              | 財務総合政策研究所関東研修支所長                                                                                | 2013年4月22日 |
| 細田隆     | 大蔵省   | 東京税関長 税関研修所東京支所長                    | 退官                                                                                              | 財務総合政策研究所関東研修支所長                                                                                | 2014年7月4日  |
| 乙部辰良   | 大蔵省   | 預金保険機構総務部長                               | 退官                                                                                              | 財務総合政策研究所関東研修支所長                                                                                | 2015年7月7日  |
| 小野尚     | 大蔵省   | 金融庁総務企画局総括審議官                         | 退官                                                                                              | 財務総合政策研究所関東研修支所長 関東財務局金融安定監理官 北海道財務局付 東北財務局付 北陸財務局付 東海財務局付 | 2016年6月17日 |
| 浅野僚也   | 大蔵省   | 大臣官房政策評価審議官 大臣官房企画調整主幹 関税局 | 退官                                                                                              | 財務総合政策研究所関東研修支所長                                                                                | 2017年7月7日  |
| 田中琢二   | 大蔵省   | 大臣官房参事官（副財務官、大臣官房、国際局担当）   | 大臣官房付（国際通貨基金）                                                                        | 財務総合政策研究所関東研修支所長                                                                                | 2018年7月27日 |
| 外崎亮     | 大蔵省   | 関東財務局総務部長                                 | 関東財務局総務部長 関東財務局金融安定監理官 北海道財務局付 東北財務局付 北陸財務局付 東海財務局付 | （心得） 関東財務局総務部長 関東財務局金融安定監理官 北海道財務局付 東北財務局付 北陸財務局付 東海財務局付      | 2019年7月5日  |
| 北村信     | 大蔵省   | 大臣官房付 内閣府沖縄振興局長                      | 退官                                                                                              | | 2019年7月9日  |